# Campeonato Mundial de Esportes Aquáticos de 2009
O Campeonato Mundial de Esportes Aquáticos de 2009 foi realizado na cidade de Roma, na Itália, de 17 de julho a 2 de agosto. A décima terceira edição do mundial teve cinco modalidades: natação, maratonas aquáticas, saltos ornamentais, polo aquático e nado sincronizado. Roma foi escolhida em 16 de julho de 2005, derrotando três candidatas: Yokohama (Japão), Atenas (Grécia) e Moscou (Rússia). Um total de 2566 atletas de 185 países participaram do Campeonato.

## Calendário
| ● | Cerimônia de abertura | ● | Competições | ● | Finais de competições | ● | Cerimônia de encerramento |

| Julho/Agosto         | 17 | 18 | 19 | 20 | 21 | 22 | 23 | 24 | 25 | 26 | 27 | 28 | 29 | 30 | 31 | 1 | 2 | T  |
| -------------------- | -- | -- | -- | -- | -- | -- | -- | -- | -- | -- | -- | -- | -- | -- | -- | - | - | -- |
| Cerimônias           |    | ●  |    |    |    |    |    |    |    |    |    |    |    |    |    |   | ● |    |
| Natação              |    |    |    |    |    |    |    |    |    | 4  | 4  | 5  | 4  | 5  | 5  | 6 | 7 | 40 |
| Maratona aquática[a] |    |    |    |    | 2  | 2  |    |    | 2  |    |    |    |    |    |    |   |   | 6  |
| Saltos ornamentais   | 1  | 2  | 2  |    | 2  |    | 1  | 1  | 1  |    |    |    |    |    |    |   |   | 10 |
| Polo aquático        |    |    |    |    |    |    |    |    |    |    |    |    |    |    | 1  | 1 |   | 2  |
| Nado sincronizado    |    |    | 1  | 1  | 1  | 1  | 1  | 1  | 1  |    |    |    |    |    |    |   |   | 7  |
| Finais               | 1  | 2  | 3  | 1  | 5  | 3  | 2  | 2  | 4  | 4  | 4  | 5  | 4  | 5  | 6  | 7 | 7 | 65 |

- a Inicialmente as maratonas aquáticas estavam marcadas para os dias 19, 21, 22, 23 e 25. Devido a uma forte ventania que destruiu em parte as instalações montadas para a prova,[5] a Federação Internacional de Natação decidiu adiar as provas.[6]

## Sedes
- Foro Italico
- Óstia

## Quadro de medalhas
País sede destacado.
| Ordem | País           |    |    |    |     |
| 1     | Estados Unidos | 11 | 11 | 7  | 29  |
| 2     | China          | 11 | 7  | 11 | 29  |
| 3     | Rússia         | 8  | 8  | 4  | 20  |
| 4     | Alemanha       | 7  | 4  | 1  | 12  |
| 5     | Austrália      | 4  | 5  | 10 | 19  |
| 6     | Grã-Bretanha   | 4  | 3  | 2  | 9   |
| 7     | Itália         | 4  | 1  | 5  | 10  |
| 8     | Sérvia         | 3  | 1  |    | 4   |
| 9     | Hungria        | 2  | 1  | 3  | 6   |
| 10    | Brasil         | 2  | 1  | 1  | 4   |
| 11    | Espanha        | 1  | 7  | 3  | 11  |
| 12    | Japão          | 1  | 2  | 1  | 4   |
| 13    | Tunísia        | 1  | 2  |    | 3   |
| 14    | Dinamarca      | 1  | 1  |    | 2   |
| 14    | Suécia         | 1  | 1  |    | 2   |
| 14    | Zimbabwe       | 1  | 1  |    | 2   |
| 17    | África do Sul  | 1  |    | 3  | 4   |
| 18    | Países Baixos  | 1  |    | 1  | 2   |
| 19    | México         | 1  |    |    | 1   |
| 20    | Canadá         |    | 4  | 5  | 9   |
| 21    | França         |    | 3  | 3  | 6   |
| 22    | Grécia         |    | 1  |    | 1   |
| 22    | Polónia        |    | 1  |    | 1   |
| 24    | Áustria        |    |    | 1  | 1   |
| 24    | Croácia        |    |    | 1  | 1   |
| 24    | Cuba           |    |    | 1  | 1   |
| 24    | Lituânia       |    |    | 1  | 1   |
| 24    | Malásia        |    |    | 1  | 1   |
| 24    | Noruega        |    |    | 1  | 1   |
| 24    | Roménia        |    |    | 1  | 1   |
| TOTAL | TOTAL          | 65 | 65 | 67 | 197 |